# アグスタ
アグスタ（Agusta）は、イタリアの航空機会社。現在はアグスタウェストランド社 （AgustaWestland）の一部となっている。第二次世界大戦後には一時MVアグスタ（メカニカ・ヴェルゲラ・アグスタ）というブランドでオートバイ製造にも進出したが、現在はヘリコプターの生産が主力となっている。オートバイメーカーとしての詳細についてはMVアグスタを参照。

## 歴史

### 創成期
- 1907年 - アグスタ伯爵家のジョバンニ・アグスタが製作した飛行機がイタリアで初飛行に成功する。その後、アグスタ伯爵は飛行機会社「カプローニ航空機」の経営に参加し、会社運営のノウハウを学ぶ。
- 1923年 - ジョバンニ・アグスタ航空会社を設立、固定翼機の生産と整備を開始する。
- 1927年 - ジョバンニが死去。妻のジョセフィーナ・アグスタが後を継ぎ、第二次世界大戦の軍需景気に乗って会社を成長させる。

### ヘリコプターの生産着手
- 1945年 - 大戦終結。これにより敗戦国となったイタリアは航空機の生産を禁止され、モペッドから発展したオートバイの生産を主力とする子会社MVアグスタを設立する。代表者はジョバンニの長男ドメニコ・アグスタ。
- 1952年 - 航空機生産禁止措置が解除され、航空機部門を再開。アメリカのベルが生産するレシプロエンジン搭載のヘリコプターベル47のライセンスを取得、AB47として生産を開始する。
- 1953年 - 自社開発機の設計に着手。ベル47を基にしたA103の飛行に成功する。
- 1959年 - A103を大型化したA102（8人乗り）の初飛行に成功する。
- 1964年 - タービンエンジンを3基搭載したA101Gの初飛行に成功。このA101Gの技術はのちにAW101に活かされることとなる。
- 1967年 - タービンエンジン双発のA109の開発に着手。A109はその後改良されながら現在も生産されている中心商品である。

このころ、シコルスキー、バートル（現ボーイング）、ヒューズ（現マクドネル・ダグラス）など、他のヘリコプターメーカーからもライセンスを取得し、それぞれの機体を生産し、一時はアメリカのベルに次ぐ機数を生産する。

### オートバイからの撤退
- 1971年 - ドメニコが死去。弟のコラード・アグスタがMVアグスタの後を継ぐ。
- 1977年 - コラードが社業を航空機に一本化、オートバイの生産ラインを停止し完全撤退する。
- 1981年 - 英国のウエストランドと合弁会社EHインダストリーを設立する。
- 1983年 - 対戦車ヘリコプターA129 マングスタの初飛行に成功。これはヨーロッパで設計された最初の攻撃用ヘリコプターであったが、イタリア空軍のみが採用しており、商業的には成功といえなかった。
- 1994年 - アグスタA109パワー、生産開始。
- 1995年 - アグスタA129インターナショナル、生産開始。
- 1997年 - アグスタA119コアラ、生産開始。
- 1998年 - ベルと合弁会社ベル・アグスタエアロスペースを設立する。ベルアグスタAB139及びベルアグスタBA609ティルトローター機（離着陸時にはローターを上に向けて垂直に飛行し、航行時にはローターを前に向けて前進する可変型航空機）の開発を目的としたものだった。
- 2000年 - 7月、イギリスのウエストランドと対等合併、アグスタ・ウエストランドとなる。

## 主な機種

### 旅客機
- AZ.8L - 1958年6月9日初飛行。生産数1機のみ

### ヘリコプター
- A109

タービンエンジン双発の中型機。日本でも主に救助用に警察庁が導入しており、富山県警、静岡県警、新潟県警、広島県警、福島県警、岡山県警が運用している。
2006年春には警視庁、三重県警、兵庫県警、2007年には北海道警、宮城県警、島根県警にも導入されている(静岡県警配備のふじ1号(A109K2)は2005年5月3日に事故で墜落。補充機として2007年にふじ3号(A109E)が配備された)。なお、強力なエンジンを積む山岳救助スペシャルであるA109K2型機や法執行任務遂行を目的にレスキューホイスト、サーチライト、懸垂下降キットなどが装備されたAW109 Power、航続距離や耐久性の拡張を目的として補助燃料タンクが取り付けられたAW109SPなどが存在し、日本ではドクターヘリでの運用も増加してきている。
ベルギー陸軍の導入機種選定において贈賄が行われたとされ、当時のNATO事務総長が辞任する事態に発展。アグスタ スキャンダル(en) を参照。
- A119コアラ
- A129 マングスタ

軍用の攻撃ヘリコプター。
- AB47

ベルのモデル47のライセンス生産機。
- AB205B、AB212、AB412

ベルUH-1の派生型・ライセンス生産機。ヒューイシリーズの製造販売にあたっては、ベル社との間で販売協定を結んでおり、対外有償軍事援助のようなケースを除き、ベル社とアグスタ社が同機種で競合しないように調整されていた。
- AB206

ベル206ジェットレンジャーのライセンス生産機。
- AW139

ベルと共同開発した中型機。ベルが提携を打ち切るまではAB139と名乗っていた。日本第一号は2006年春に警視庁に導入された機体。

海上保安庁もベル212の後継機として24機を導入する予定。2006年に最初の3機が発注され、2008年3月末に配属された。しかし、自動操縦装置など仕様書にあった一部の装備品や性能が欠けていたのに代金の未払い分を全額支払ったため、会計検査院から「欠落を知りながらの全額支払いは不適切」と指摘された。
- AW609

ベルと共同開発しているティルトローター機。
- EH101

イギリスのウエストランドと共同開発した中型機。
- NH90

ユーロコプターと共同開発した軍用の戦術輸送ヘリコプター。